# 1. marts
1. marts er dag 60 i året i den gregorianske kalender (dag 61 i skudår). Der er 305 dage tilbage af året.
Albinus dag. Albinus var biskop af Angers i Frankrig, der kunne helbrede blinde og opvække døde.
Dagen er en af de uheldige i Tycho Brahes kalender.
I den gamle romerske kalender var 1. marts nytår, indtil Julius Cæsar år 45 f.Kr. indførte den julianske kalender. Dette er forklaringen på, at oktober er den 10. måned, selv om oktober kommer af otte. Den romerske kalender regnede med et måneår på 355 1/4 døgn.
Dagen er festdag for Wales skytshelgen "David den Hellige", der bekæmpede druiderne. Han døde år 601.

### Begivenheder
Født - Dødsfald
- 45 f.Kr. - Julius Cæsar indfører den julianske kalender.
- 1562 - En massakre på en hugenotforsamling starter en borgerkrig i Frankrig: Hugenotkrigene, der varer til 1598.
- 1700 - Danmark indfører den gregorianske kalender, og går fra den julianske kalenders 18. februar direkte til 1. marts.
- 1806 - Det første postbud i Danmark, en ”fodpost”, udbringer 320 breve i København.
- 1815 - Napoleon går i land i Cannes efter at være vendt tilbage fra sit fangenskab på øen Elba. Dermed står Napoleons 100-dages forsøg på at genvinde kejsertronen lige for.
- 1863 - I USA ophæves slaveriet.
- 1872 - Yellowstone National Park, verdens første nationalpark, bliver etableret i grænseområdet mellem staterne Idaho, Montana og Wyoming i USA.
- 1896 - I slaget ved Adowa forsvarer Etiopien sin uafhængighed overfor Italien.
- 1900 - Politiets Centralbureau for Identifikation oprettes i Danmark.
- 1932 - Anne og Charles Lindberghs søn på ét år kidnappes, og der bliver krævet en løsesum. Den 12. maj bliver drengen fundet dræbt nær hjemmet i USA.
- 1936 - Hoover-dæmningen står færdig.
- 1941 - Bulgarien slutter sig til Tremagtspagten bestående af Tyskland, Japan og Italien.
- 1949 - Den amerikanske sværvægtsbokser Joe Louis meddeler, at han stopper sin karriere og trækker sig dermed tilbage som regerende verdensmester.
- 1950 - Chiang Kai-shek proklamerer Republikken Kina (nu kendt som Taiwan) på øen Taiwan.
- 1953 - Sovjetunionens leder Josef Stalin får et slagtilfælde, der efterlader ham lammet og bevidstløs, indtil han afgår ved døden den 5. marts.
- 1959 - Der indføres 45 timers arbejdsuge i Danmark.
- 1959   - Sjællandsbroen mellem Sjælland og Amager indvies.
- 1966 - Den ubemandede russiske rumkapsel ”Luna 9” lander på Månen.
- 1971 - Efter fem års parlamenteren tillader Dansk Boldspil-Union (DBU) danske fodboldspillere at modtage penge, i form af præmiechecks, for spille fodbold. Det er det første spæde skridt mod professionel fodbold i Danmark.
- 1992 - Et klart flertal af indbyggerne i den jugoslaviske delrepublik Bosnien-Hercegovina stemmer for at træde ud af den jugoslaviske statsføderation. Bosniens serbiske minoritet boykotter valget og truer med total borgerkrig.
- 1994 - 5 mennesker bliver alvorligt kvæstede, da et IC3 tog kører op i et holdende regionaltog nær landsbyen Geding nordvest for Århus. Yderligere 40 bliver lettere skadet. Store snemængder gør, at det tager 2 1/2 time, før de kvæstede kommer på sygehuset.
- 1997 - De konservatives nye leder Per Stig Møller, erkender at han i 1967 blev idømt hæftestraf for at have kørt spirituskørsel.
- 2006 - Det første bekræftede tilfælde af fugleinfluenza (H5N1), i Europa, forekommer i prøver fra en død svane ved Genevesøen i Schweiz.
- 2007 - Ungdomshuset på Jagtvej 69, ryddes kl. 7.00 om morgenen. Efterfølgende opstår der uroligheder mellem politi og demonstranter.
- 2012 - Herman Van Rompuy genvælges til formand for Det Europæiske Råd

### Født
- 1445 - Sandro Botticelli, italiensk maler (død 1510).
- 1810 - Frédéric Chopin, polsk komponist og pianist (død 1849).
- 1852 - Martin Borch, dansk arkitekt (død 1937).
- 1874 - Johannes Hørring, dansk jurist, politiker og borgmester (død 1954).
- 1904 - Glenn Miller, amerikansk komponist og orkesterleder (død 1944).
- 1904   - Erling Schroeder, dansk skuespiller og instruktør (død 1989).
- 1909 - Mogens Brandt, dansk skuespiller og madskribent (død 1970).
- 1910 - David Niven, engelsk skuespiller. (død 1983).
- 1910   - Archer John Porter Martin, engelsk nobelprismodtager (død 2002).
- 1915 - Peter Kitter, dansk skuespiller og parodist (død 1983).
- 1922 - Yitzhak Rabin, israelsk premierminister og modtager af Nobels fredspris (død 1995).
- 1927 - Harry Belafonte, amerikansk sanger og skuespiller (død 2023).
- 1928 - Seymour Papert, sydafrikansk matematiker og forsker i kunstig intelligens (død 2016).
- 1933 - Youko Minamida, japansk skuespiller (død 2009).
- 1937 - Jan Stage, dansk journalist og forfatter (død 2003).
- 1940 - Preben Meulengracht Sørensen, Dansk litteratur forsker, forfatter og lektor ved Århus Universitet. (død 2001)
- 1943 - Morten Piil, dansk filmkritiker og forfatter (død 2018).
- 1944 - Tróndur Patursson, færøsk maler og billedhugger.
- 1944   - Roger Daltrey, engelsk sanger i The Who.
- 1945 - Svenne Hedlund, svensk sanger, medlem af grupperne Hep Stars og Svenne & Lotta (død 2022).
- 1951 - Birger Jensen, dansk fodboldspiller (død 2023).
- 1952 - Martin O'Neill, nordirsk fodboldspiller og fodboldtræner.
- 1954 - Ron Howard, amerikansk filminstruktør.
- 1958 - Nik Kershaw, engelsk sanger.
- 1969 - Javier Bardem, spansk skuespiller.
- 1971 - Tyler Hamilton, amerikansk cykelrytter.
- 1973 - Jack Davenport, britisk skuespiller.
- 1975 - Valentina Monetta, sammarinsk sangerinde.
- 1978 - Jensen Ackles, amerikansk skuespiller.
- 1979 - Mikkel Kessler, dansk bokser.
- 1987 - Ke$ha, amerikansk sangerinde.
- 1994 - Justin Bieber, canadisk sanger.
- 1998 - Helena Elver, dansk håndboldspiller.

### Dødsfald
- 1643 - Girolamo Frescobaldi, italiensk komponist (født 1583).
- 1768 - Hermann Samuel Reimarus, tysk filosof og forfatter (født 1694).
- 1792 - Leopold 2., tysk-romersk kejser (født 1747).
- 1868 - Herman Wilhelm Bissen, dansk billedhugger (født 1798).
- 1900 - Edvard Helsted, dansk komponist (født 1816).
- 1912 - Ludvig Holstein-Ledreborg, dansk konsejlspræsident (født 1839).
- 1940 - Anton Hansen Tammsaare, estisk forfatter (født 1878)
- 1942 - V.H. Meyer, dansk apoteker og grundlægger (født 1870).
- 1976 - Else-Merete Ross, dansk lektor og politiker (født 1903).
- 1978 - Arne Sørensen, dansk politiker (født 1906).
- 1983 - Erik Skinhøj, dansk læge og rektor for Københavns Universitet (født 1918).
- 1992 - Knud Wold, dansk direktør og grosserer (født 1907).
- 2002 - Børge Olsen, dansk købmand (født 1910).
- 2006 - Peter Osgood, engelsk fodboldspiller (født 1947).
- 2007 - Otto Brandenburg, dansk sanger og skuespiller (født 1934).

|  | Denne datoartikel kan blive bedre, hvis der indsættes et (bedre) billede Du kan hjælpe ved at afsøge Wikimedia Commons for et passende billede eller uploade et godt billede til Wikimedia Commons iht. de tilladte licenser og indsætte det i artiklen. |